# Rhombothyriops elegans
Rhombothyriops elegans là một loài ruồi trong họ Tachinidae.